# Smoky Mountain 200 1967
Smoky Mountain 200 1967 var ett stockcarlopp ingående i Nascar Grand National Series (nuvarande Nascar Cup Series) som kördes 27 juli 1967 på den 0,5 mile (804,672 m) långa ovalbanan Smoky Mountain Raceway i Maryville i Tennessee. Totalt avverkades 100 miles (160,934 km) fördelat på 200 varv. Banunderlaget var dirt. Loppet vanns av Dick Hutcherson i en Ford på tiden 1:31.14 körande för Bondy Long. Hutchersons snitthastighet uppgick till 65,765 mph. Prispotten uppgick till 4 790 dollar, varav 1 050 dollar gick till segraren.

## Resultat
| Plc     | Nr | Förare          | Team/ bilägare           | Konstruktör | Start | Varv | Ledda varv |
| ------- | -- | --------------- | ------------------------ | ----------- | ----- | ---- | ---------- |
| 1       | 29 | Dick Hutcherson | Bondy Long               | Ford        | 1     | 200  | 189        |
| 2       | 43 | Richard Petty   | Petty Enterprises        | Plymouth    | 7     | 200  | 0          |
| 3       | 85 | Jim Hunter      | Casper Hensley           | Chevrolet   | 9     | 199  | 0          |
| 4       | 48 | James Hylton    | Bud Hartje               | Dodge       | 13    | 199  | 0          |
| 5       | 2  | Bobby Allison   | J.D. Bracken             | Chevrolet   | 10    | 197  | 11         |
| 6       | 4  | John Sears      | DeWitt Racing            | Ford        | 8     | 197  | 0          |
| 7       | 39 | Friday Hassler  | Red Sharp                | Chevrolet   | 11    | 197  | 0          |
| 8       | 64 | Elmo Langley    | Langley-Woodfield Racing | Ford        | 6     | 196  | 0          |
| 9       | 20 | Clyde Lynn      | Negre Racing             | Ford        | 18    | 190  | 0          |
| 10      | 91 | Neil Castles    | Neil Castles             | Plymouth    | 22    | 190  | 0          |
| 11      | 45 | Bill Seifert    | Seifert Racing           | Ford        | 27    | 187  | 0          |
| 12      | 51 | George Hixon    | Tom Hixon                | Chevrolet   | 17    | 187  | 0          |
| 13      | 97 | [Henley Gray[]] | Gray Racing              | Ford        | 25    | 186  | 0          |
| 14      | 34 | Wendell Scott   | Scott Racing             | Ford        | 24    | 185  | 0          |
| 15      | 94 | Don Biederman   | Ron Stotten              | Chevrolet   | 21    | 184  | 0          |
| 16      | 76 | Earl Brooks     | Don Culpepper            | Ford        | 20    | 182  | 0          |
| 17      | 9  | Roy Tyner       | Truett Rodgers           | Chevrolet   | 26    | 182  | 0          |
| 18      | 88 | Buck Baker      | Buck Baker Racing        | Oldsmobile  | 33    | 179  | 0          |
| 19      | 07 | George Davis    | George Davis             | Chevrolet   | 23    | 170  | 0          |
| 20      | 18 | Dick Johnson    | Dick Johnson             | Ford        | 19    | 164  | 0          |
| 21      | 31 | Bill Ervin      | Ralph Murphy             | Ford        | 31    | 163  | 0          |
| 22      | 14 | Jim Paschal     | Tom Friedkin             | Plymouth    | 5     | 157  | 0          |
| 23      | 92 | Bobby Wawak     | Wawak Racing             | Dodge       | 16    | 152  | 0          |
| 24      | 35 | Max Ledbetter   | Ken Carpenter            | Oldsmobile  | 32    | 144  | 0          |
| 25      | 49 | G.C. Spencer    | GC Spencer Racing        | Plymouth    | 4     | 68   | 0          |
| 26      | 54 | Tom Raley       | Tom Raley                | Ford        | 29    | 57   | 0          |
| 27      | 02 | Doug Cooper     | [Bob Cooper              | Chevrolet   | 15    | 53   | 0          |
| 28      | 46 | Joe Edd Neubert | Casper Hensley           | Chevrolet   | 2     | 53   | 0          |
| 29      | 74 | Tom Pistone     | Turkey Minton            | Chevrolet   | 12    | 50   | 0          |
| 30      | 6  | Sam McQuagg     | Owens Racing             | Dodge       | 3     | 46   | 0          |
| 31      | 01 | Paul Dean Holt  | Dennis Holt              | Ford        | 30    | 44   | 0          |
| 32      | 00 | Paul Lewis      | Emory Gilliam            | Dodge       | 14    | 17   | 0          |
| 33      | 8  | Ed Negre        | Negra Racing             | Ford        | 28    | 13   | 0          |
| Källor: |    |                 |                          |             |       |      |            |